# Blanquilla
Blanquilla és una varietat de pera europea (Pyrus communis). Aquesta pera és originària d'Aranjuez, des d'on gràcies a les seves propietats organolèptiques s'ha expandit el seu cultiu comercial  a La Rioja, Catalunya i Aragó.
Sota la DOP Pera de Lleida, des del 2003 es conreen i distribueixen peres pertanyents a les varietats blanquilla, conference, i llimonera. La zona de producció de la pera de Lleida té un microclima característic favorable per al cultiu de la pera i comprèn tota la comarca del Pla d'Urgell i alguns municipis de les comarques de les Garrigues, la Noguera, el Segrià i l'Urgell.